# Hipnàcies
Les hipnàcies (Hypnaceae) són una gran família de molses de distribució cosmopolita dins la classe Bryopsida, subclasse Bryidae i ordre Hypnales. Inclou els gèneres Hypnum i Ptilium dos dels gèneres de molses més coneguts.

## Descripció
Són molses de constitució delicada o robustes. Els caulidis creixen prostrats o verticalment i presenten nombrosos rizoides. Poden presentar ramificació regular o irregular. Els fil·lidis generalment no tenen nervis, estan orientats cap una costat del caulidi i són doblement decurrents. Les cèl·lules dels fil·lidis solen ser allargades (de 10 a 20 vegades l'amplada). La càpsula de l'espermatòfit està sensiblement inclinada.

## Ecologia
Algunes de les espècies es troben en el sotabosc de la taigà del Canadà així com altres boscos climàcics eurosiberians i boreoalpins de pi roig o avet. N'és un exemple Ptilium crista-castrensis, molses que creixen en forma de mantell en el sòl d'aquest tipus de boscos.

## Classificació
| - Acosta - Allorgea - Andoa - Austrohondaella - Breidleria - Bryocrumia - Bryosedgwickia - Buckiella - Callicladium - Calliergonella - Calohypnum - Campylophyllum - Caribaeohypnum - Chryso-hypnum - Crepidophyllum - Ctenidiadelphus - Ctenidium - Ctenium - Cupressina |  | - Cyathothecium - Dacryophyllum - Dimorphella - Dolichotheca - Drepanium - Ectropotheciella - Ectropotheciopsis - Ectropothecium - Elmeriobryum - Entodontella - Eurohypnum - Giraldiella - Glossadelphus - Gollania - Herzogiella - Homomallium - Hondaella - Hyocomium |  | - Hypnum - Irelandia - Isopterygium - Isotheciopsis - Leiodontium - Macrothamniella - Microctenidium - Microthamnium - Mittenothamnium - Orthotheciadelphus - Orthothecium - Phyllodon - Platydictya - Platygyrium - Podperaea - Ptilium - Puiggariella - Puiggariopsis |  | - Pylaisaea - Pylaisia - Pylaisiella - Rhacopilopsis - Rhizohypnella - Rhizohypnum - Sharpiella - Stenotheciopsis - Stereodon - Stereodontopsis - Stereohypnum - Syringothecium - Taxicaulis - Taxiphyllopsis - Taxiphyllum - Trachythecium - Tutigaea - Vesicularia |  |